# Pieces (IUのアルバム)
『Pieces』（조각집、彫刻集）は、韓国の女性ソロ歌手IUの配信EP。2021年12月29日に配信された。

## 概要
本作は2021年10月に発表したデジタルシングル「strawberry moon」以来、約2ヶ月ぶりに発表する作品である。これまで正式に音源として発売されなかった自作曲5曲が収録された。IUは全曲の作詞・作曲およびプロデュースに参加し、自身の20代を率直に描いた。韓国内の主要音楽ランキングで1位を獲得し、全収録曲が上位にランクイン。13ヶ国のiTunesアルバムランキングでも1位となった。
CDとしては、2022年3月23日に発売された映像作品「IUドキュメンタリー [Pieces: 二十九歳の冬]」に収録される。

## 収録曲
1. 드라마 (Drama/ドラマ) (2:08)
作詞：IU
作曲：IU
編曲：IU
  - 失恋した友達を少しでも笑わせてあげたくて、20歳の時に制作した楽曲[3]。毎年コンサートのアンコールで欠かさず披露してきた。
2. 정거장 (Next Stop/停留所) (3:56)
作詞：IU
作曲：IU
編曲：IU
  - 2019年に済州島で開催されたコンサート「IU 10th Anniversary Tour Concert '이지금 dlwlrma－Curtain Call'」で初披露した楽曲。25歳で1番を書き上げ、26歳でドラマ「私のおじさん」でジアンという役に出会い、楽曲を完成させた。IUは「この曲だけ唯一、3年前（2018年）に録音したガイドバージョンのボーカルを混ぜて使用した」と話している[3]。
3. 겨울잠 (Winter Sleep/冬眠) (4:22)
作詞：IU
作曲：IU
編曲：ソ・ドンファン
  - 本作のタイトル曲。2019年のデビュー11周年ファンミーティングで制作途中の一節を披露した。「愛する人に先立たれ一人で迎える初めての1年」を描いた楽曲であり、IUは「一つの命が世の中から去っていくことと、そんな世界に残されることについて、特に色々考えることの多かった27歳の時に曲の制作を始め、何度か大きな別れを経験した29歳の時にようやく完成した曲です」と紹介した[4]。
4. 너 (You/あなた) (3:26)
作詞：IU
作曲：IU
編曲：IU
  - 2016年にファンカフェで公開した楽曲[5]。ドラマ「麗」の撮影中に親友のユ・インナを思って書いた曲である。
5. 러브레터 (Love Letter/ラブレター) (3:58)
作詞：IU
作曲：IU
編曲：ホン・ソジン
  - 2020年9月にKBS2「ユ・ヒヨルのスケッチブック」で初披露した。2021年5月には同曲をチョン・スンファンに楽曲提供した。

## チャート成績
韓国 ガオンチャート
- 2022年1週 Download Chart（2021年12月26日～2022年1月1日）
  - 「겨울잠(Winter Sleep)」が1位。「드라마(Drama)」、「정거장(Next Stop)」、「러브레터(Love Letter)」、「너(You)」の順に3位から6位にランクインした。

日本 Billboard JAPAN
- Top Download Albums（2022年1月5日付）18位[6]。
- Hot Albums（2022年1月5日付）56位[7]。

iTunes
- デイリーアルバムランキング（2021年12月29日[8]、30日付[9]）
  - 台湾、香港、シンガポール、インドネシア、タイ、フィリピン、マレーシア、ベトナム、ブラジル、ハンガリー、マカオ、スリランカ、トルコ[9]、アラブ首長国連邦[9]にて1位。
  - ワールドワイドでは最高位4位。
  - 日本では最高位5位[9]。
  - アメリカ合衆国とカナダでは最高位14位[9]。

## 映像作品
29歳の冬のIUを通じて20代を締めくくるドキュメンタリー映像作品。2022年3月23日にEDAMエンターテインメントより発売された。
収録内容
- DVD・Blu-ray - ドキュメンタリー映像（収録時間: 1時間30分、字幕: 韓国語、英語、日本語、中国語）
- CD - 配信EP「Pieces」の楽曲5曲を収録。
- Photo Book
- Mini Book
- According Poster
- Secret Letter
- Photo Card
- Album Cover Photo Card Set